# 0-km-Stein

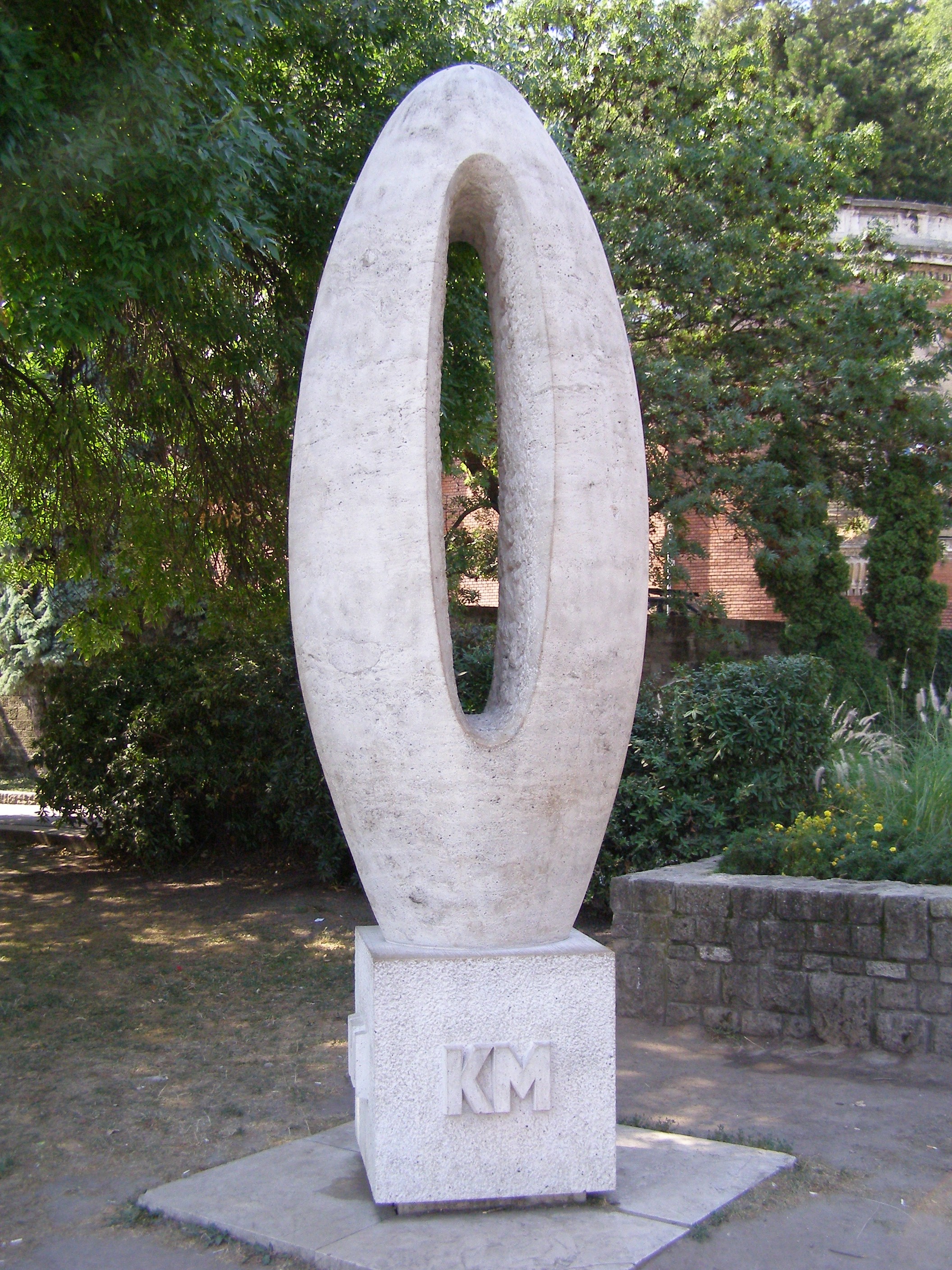
0-km-Stein

Der 0-km-Stein ist eine 1975 von Miklós Borsos gestaltete Skulptur in der ungarischen Hauptstadt Budapest.
Er befindet sich auf dem Clark Ádám tér am Budaer Brückenkopf der Kettenbrücke und steht als Symbol für die ungarische Entfernungsmessung, welche als Ausgangspunkt für alle ungarischen Hauptfernstraßen Budapest annimmt, mit Ausnahme der Straße 8, die in Székesfehérvár beginnt. Ursprünglich war der symbolische Null-Punkt in der Budaer Burg. Mit dem Bau der Kettenbrücke wurde er an den jetzigen Platz verlegt.
Der 0-km-Stein hat eine Höhe von 3 Metern und wurde aus Kalkstein gefertigt. Gestaltet wurde die Skulptur von Miklós Borsos in Form einer stilisierten Null, auf deren quadratischem Sockel die Initialen KM (für Kilometer) ausgearbeitet sind.
Bereits 1932 stand an diesem Platz eine Plastik zu diesem Thema, welche aber im Zweiten Weltkrieg zerstört wurde. Man entschied sich 1953 eine neue Skulptur aufzustellen, die einen Arbeiter darstellte. Diese wurde schließlich 1975 von der jetzigen Plastik ersetzt.
Auch in anderen Städten (z. B. in Kecskemét auf dem Kossuth tér) wurden eigene 0-km-Steine aufgestellt.